# Quartier de Clignancourt
Quartier de Clignancourt är Paris 70:e administrativa distrikt, beläget i artonde arrondissementet. Distriktet är uppkallat efter Clenini Curtis ("Clignancourts mark"), efter en viss Cleninus, ägare till en romersk villa.
Artonde arrondissementet består även av distrikten Grandes-Carrières, Goutte-d'Or och Chapelle.

## Sevärdheter
- Sacré-Cœur
- Saint-Pierre de Montmartre
- Notre-Dame de Clignancourt
- Montmartre
- Place du Tertre
- Rue de Steinkerque
- Square Louise-Michel

## Bilder
| - De fyra administrativa distrikten i Paris artonde arrondissement. - Saint-Pierre de Montmartre. - Notre-Dame de Clignancourt. |

## Kommunikationer
- Tunnelbana – linje  – Jules Joffrin